# Gillian Clark
Gillian Margaret Clark (Bagdad, Irak, 2 de septiembre de 1961) es una deportista británica que compitió en bádminton para Inglaterra en las modalidades de dobles y dobles mixto.
Ganó dos medallas de bronce en el Campeonato Mundial de Bádminton, en los años 1983 y 1993, y ocho medallas en el Campeonato Europeo de Bádminton entre los años 1982 y 1994.
Participó en los Juegos Olímpicos de Barcelona 1992, ocupando el quinto lugar en la prueba de dobles.

## Palmarés internacional
| Representando a Inglaterra |                          |                   |              |
| Campeonato Mundial         |                          |                   |              |
| Año                        | Lugar                    | Medalla           | Prueba       |
| 1983                       | Copenhague (Dinamarca)   | Medalla de bronce | Dobles       |
| 1993                       | Birmingham (Reino Unido) | Medalla de bronce | Dobles mixto |
| Campeonato Europeo         |                          |                   |              |
| Año                        | Lugar                    | Medalla           | Prueba       |
| 1982                       | Böblingen (RFA)          | Medalla de oro    | Dobles       |
| 1984                       | Preston (Reino Unido)    | Medalla de oro    | Dobles       |
| 1984                       | Preston (Reino Unido)    | Medalla de bronce | Dobles mixto |
| 1986                       | Uppsala (Suecia)         | Medalla de oro    | Dobles       |
| 1988                       | Kristiansand (Noruega)   | Medalla de oro    | Dobles mixto |
| 1988                       | Kristiansand (Noruega)   | Medalla de plata  | Dobles       |
| 1990                       | Moscú (URSS)             | Medalla de bronce | Dobles       |
| 1994                       | Den Bosch (Países Bajos) | Medalla de bronce | Dobles       |